# Vườn quốc định Tango-Amanohashidate-Ōeyama
Vườn quốc định Tango-Amanohashidate-Ōeyama  (丹後天橋立大江山国定公園 Tango-Amanohashidate-Ōeyama Kokutei Koen) là một Vườn quốc gia dự kiến nằm ở miền bắc tỉnh Kyōto, Nhật Bản. Được thành lập vào năm 2007, nó bao gồm một số khu vực không tiếp giáp của tỉnh Tango trước đây, với trung tâm là núi Oe và Amanohashidate, một trong ba danh thắng nổi tiếng nhất Nhật Bản (cùng với Matsushima và Torii tại Đền Itsukushima).